# Rubus eiderianus
Rubus eiderianus är en rosväxtart som först beskrevs av K. Frid., och fick sitt nu gällande namn av I.E. Weber. Rubus eiderianus ingår i släktet rubusar, och familjen rosväxter. Inga underarter finns listade i Catalogue of Life.